# Edward Lazear
Edward Paul Lazear (ur. 17 sierpnia 1948, zm. 23 listopada 2020) – amerykański ekonomista, główny doradca gospodarczy Prezydenta George’a W. Busha, od 2006 do 2009 na czele Rady Doradców Ekonomicznych.

## Życiorys
Edward Lazear ukończył studia na Uniwersytecie Kalifornijskim na kierunku ekonomia w 1971 r. Doktorat zdobył na Uniwersytecie Harvarda w 1974 r.
W latach 1985–1992 wykładał na Uniwersytecie Chicagowskim, później w Uniwersytecie Stanforda. Prowadził badania dotyczące polityki gospodarczej w Institute for the Study of Labor. Był członkiem Hoover Institution. Jako główny doradca gospodarczy George’a W. Busha stał się członkiem rady doradców prezydenta w kwestii reformy podatkowej.